# Ezüsttorkú szajkó
Az ezüsttorkú szajkó (Cyanolyca argentigula) a madarak osztályának verébalakúak (Passeriformes) rendjébe és a varjúfélék (Corvidae) családjába tartozó faj.

## Rendszerezése
A fajt George Newbold Lawrence amerikai üzletember és amatőr ornitológus írta le 1875-ben, a Cyanocitta nembe Cyanocitta argentigula néven.

## Alfajai
- Cyanolyca argentigula albior Pitelka, 1951
- Cyanolyca argentigula argentigula (Lawrence, 1875)[2]

## Előfordulása
Costa Rica és Panama területén honos. Természetes élőhelyei a szubtrópusi vagy trópusi hegyi esőerdők. Állandó, nem vonuló faj.

## Megjelenése
Testhossza 27 centiméter.

## Természetvédelmi helyzete
Az elterjedési területe kicsi, egyedszáma 20000-49999 példány közötti és csökken. A Természetvédelmi Világszövetség Vörös listáján nem fenyegetett fajként szerepel.